# Reggenza di Sumba Orientale
La reggenza di Sumba Orientale (in indonesiano: Kabupaten Sumba Timur) è una reggenza dell'Indonesia, situata nella provincia di Nusa Tenggara Orientale.